# Vaibla
Vaibla es una localidad situada en el municipio de Viljandi, en condado de Viljandi, Estonia. Según el censo de 2021, tiene una población de 37 habitantes.